# St. Ignatius Gymnasium (Amsterdam)

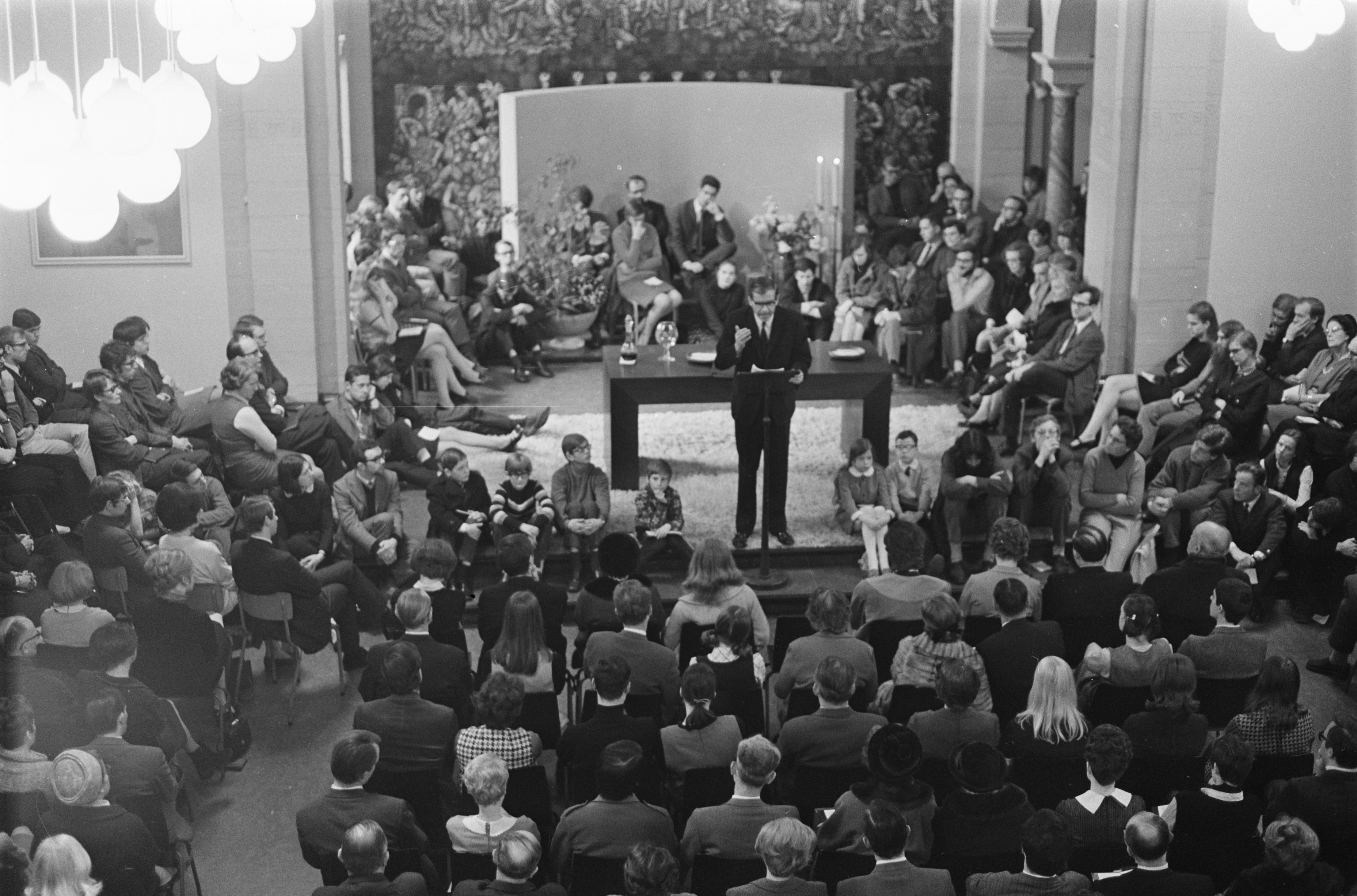
Pater Huub Oosterhuis in Unruhezeit 1969

Das St. Ignatius Gymnasium ist ein römisch-katholisches Gymnasium an der Jan van Eijckstraat im Amsterdamer Viertel Amsterdam-Zuid seit 1895. Ursprünglich eine Jesuitenschule, weshalb es den Namen des Ordensgründers seit 1984 trägt, wird es inzwischen als Privatschule mit staatlicher Förderung durch eine Stiftung Stichting Voortgezet Onderwijs Amsterdam-Zuid betrieben. Es gehört zu den fünf besonderen Kategoriegymnasien der Stadt mit dem Vossius Gymnasium, Barlaeus Gymnasium, Het 4e Gymnasium und dem Cygnus Gymnasium. Der Standort wechselte mehrfach. Etwa 770 Schüler besuchen die Schule. 
Bedeutende Lehrer waren Bernard Huijbers, Huub Oosterhuis und Jan van Kilsdonk. Der Studentenpastor Oosterhuis war an den breiten Diskussionen 1969 im Bistum Haarlem beteiligt, als mit Rom um verheiratete Priester, die Liturgie und den Gehorsam in der Kirche gestritten wurde, teilweise auch in der Schule. 

## Bekannte Absolventen
- Bertus Aafjes (1914–1993), Schriftsteller
- Paul Biegel (1925–2006), Kinderbuchautor
- Frans Brüggen (1934–2014), Musiker
- Paul Josef Crutzen (1933–2021), Nobelpreisgewinner in Chemie
- Katja Herbers (* 1980), Schauspielerin
- Tom Löwenthal (* 1954), Musiker
- Frans van der Lugt (1938–2014), in Homs ermordeter Jesuit
- Joseph Luns (1911–2002), Generalsekretär der NATO
- Eric Niehe (* 1943), Ruderer und Diplomat
- Jaap de Hoop Scheffer (* 1948), Generalsekretär der NATO
- Petrus Hermanus Schrijvers (* 1939), Klassischer Philologe
- Piet Steenkamp (1925–2016), Gründer der CDA
- Charles van Rooy (1912–1996), ehemaliger Sozialminister
- Edo de Waart (* 1941), Dirigent
- Constant Nieuwenhuys (1920–2005), Maler
- Theodorus Zwartkruis (1909–1983), Bischof